# Nguni

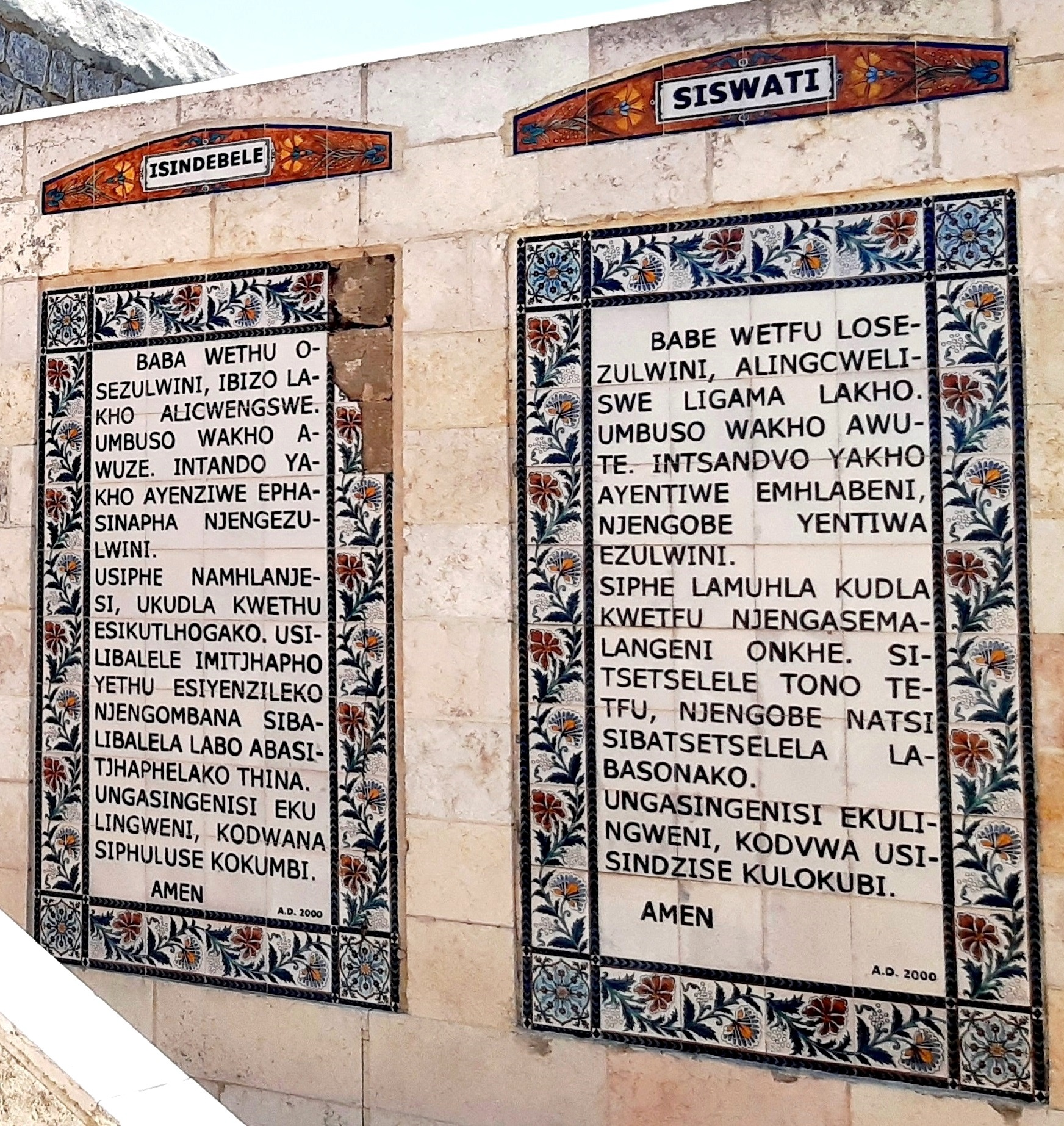
Modlitba Otče náš (zleva) v jižní ndebelštině a svazijštině

Nguni je skupina bantuských jazyků, do této skupiny patří například zuluština, xhoština, svazijština, jižní ndebelština nebo severní ndebelština. Mají asi 22 milionů rodilých mluvčích, hlavně v Jihoafrické republice, ale také Svazijsku a Zimbabwe, Mosambiku, Botswaně, Lesothu a Malawi. Jazyky z této skupiny jsou úředními v Jihoafrické republice a Svazijsku. Jsou si dobře vzájemně srozumitelné.

## Příklad
Líbí se mi tvůj nový dům:
Ngithanda ikhaya elisha lakho (zuluština)
Ndithanda ikhaya elisha lakho (xhoština)
Neumím dobře anglicky:
Angikhulumi isiNgisi kahle (zuluština)
Andithethi isiNgesi kakuhle (xhoština)